# Pietro Geremia
Pietro Geremia (10 de agosto de 1399 - 3 de março de 1452) foi um padre católico romano italiano e um membro professo da Ordem dos Pregadores. Geremia nasceu em Palermo, mas passou um longo período em Bolonha - onde experimentou uma conversão radical - e Fiesole por sua admissão aos dominicanos antes de retornar a Palermo, onde se tornou um procurado e notável pregador e fazedor de milagres.

## Vida
Pietro Geremia nasceu em Palermo em 10 de agosto de 1399, filho de aristocratas.
Geremia estudou no colégio de Bolonha desde que foi enviado para lá em 1417 e era considerado um excelente estudante de direito e seu próprio orgulho o levou a acreditar que isso fosse verdade. Uma noite em 1422, ele pensou em seu sucesso em vão e no que seu futuro traria quando um parente falecido bateu na janela de seu terceiro andar; Geremia sentou-se ereto e perguntou quem estava lá antes de ver aquele parente. O parente disse a ele que seu orgulho lhe fez perder a chance de entrar no céu e avisou Geremia para não repetir seus erros. O abalado Geremia comprou uma corrente de ferro como ato de penitência de um chaveiro na manhã seguinte e começou a refletir sobre qual seria sua vocação. Ele recebeu um sinal de que deveria entrar na Ordem dos Pregadores; seu pai enfurecido foi a Bolonha para detê-lo, mas viu como Geremia ficou contente com sua decisão quando ele entrou. Começou o noviciado em Fiesole e foi ordenado sacerdote em 1424.  Ele fez seus votos em 1423 e voltou a Palermo em 1433.
Sua fama como pregador chamou a atenção de Vincente Ferrer, que uma vez o visitou e os dois conversaram longamente sobre assuntos espirituais. Geremia era visto como um dos melhores pregadores da ilha e pregava ao ar livre com freqüência porque as igrejas nunca conseguiam conter o grande número de pessoas que se aglomeravam para vê-lo. Em uma ocasião em particular, não havia comida para o povo e ele pediu uma doação a um pescador, mas o pescador recusou de forma rude. Então ele entrou em um barco e remou para o mar e fez um sinal para os peixes que quebraram as redes na água e o seguiram de volta à costa. O pescador se desculpou e então fez outro sinal para os peixes que voltaram às redes no mar. Em outra ocasião, ele estava pregando sobre o arrependimento em Catânia quando o Monte Etna explodiu em 1444; o povo implorou para que o salvasse e ele foi ao santuário de Santa Ágata e removeu o véu da santa. Ele segurou o véu em direção ao fluxo de lava em direção à cidade e a erupção e o fluxo de lava cessaram.
Geremia foi enviado para estabelecer a observância regular de todos os mosteiros dominicanos na área da Sicília - em particular o convento de Santa Caterina - e o Papa Eugênio IV uma vez o chamou a Florença em 1439 para ajudar a curar o fosso entre as igrejas grega e latina - ele conseguiu um mandato União. Certa vez, foi oferecido um bispado, mas recusou.
Ele morreu em 3 de março de 1452 no convento de Santa Zita em Palermo.

### Beatificação
A beatificação de Geremia recebeu a aprovação do Papa Pio VI em 12 de maio de 1784.